# Graziano Milia
Graziano Ernesto Milia (né le 10 août 1959 à Nuoro) est un homme politique italien, président de la province de Cagliari depuis le 9 mai 2005, précédemment maire de Quartu Sant'Elena depuis le 21 juin 1993 (réélu en 1997).

## Biographie
Docteur de lettres à l'Université de Cagliari en 1983, il est professeur d'italien et d'histoire.
Faisant partie de la direction régionale des Démocrates de gauche, Milia favorable au fédéralisme sarde.
Il fonde en juin 2000 l'association culturelle « Judikes » (qui reprend le nom des judicats).